# Jiří Škoda
Jiří Škoda (Brno, 27 de març de 1956) va ser un ciclista txecoslovac, d'origen txec, que fou professional de 1987 a 1988. Els seus millors resultats els va aconseguir com a amateur destacant una medalla de bronze als Jocs Olímpics de 1980, una altra als Campionats del Món de Contrarellotge per equips i diverses victòries en proves menors.

## Palmarès
- 1976
  - 1r a la Volta a Eslovàquia
- 1978
  - 1r al Tour de Bohèmia
- 1979
  - 1r a la Volta a Eslovàquia
- 1980
  -  Medalla de bronze als Jocs Olímpics de Moscou en Contrarellotge per equips (amb Michal Klasa, Vlastibor Konečný i Alipi Kostadinov)
  - 1r a la Volta a Eslovàquia i vencedor d'una etapa
- 1981
  - Campió de Txecoslovàquia en ruta
- 1983
  - Campió de Txecoslovàquia en ruta
  - Vencedor d'una etapa al Tour de Valclusa
  - Vencedor d'una etapa a la Volta a Renània-Palatinat
- 1984
  - 1r al Giro de les Regions i vencedor d'una etapa
- 1985
  - 1r a la Volta a Eslovàquia
  - Vencedor d'una etapa al Baby Giro
- 1986
  - 1r al Giro de les Regions i vencedor de 2 etapes
  - Vencedor d'una etapa a la Settimana Ciclistica Bergamasca

### Resultats al Giro d'Itàlia
- 1987. 19è de la classificació general
- 1988. 60è de la classificació general